# Roemjana Spasova
Roemjana Spasova (Bulgaars: Румяна Спасова) (Sofia, 5 februari 1989) is een Bulgaarse kunstschaatsster.
Spassova is actief in het paarrijden en haar vaste sportpartner is Stanimir Todorov en zij worden gecoacht door Pavel Dimitrov.
Spassova en Todorov schaatsen samen sinds 2002.
| records             | punten | datum      | toernooi |
| ------------------- | ------ | ---------- | -------- |
| Hoogste totaalscore | 116.40 | 18-01-2006 | EK 2005  |
| Hoogste korte kür   | 39.96  | 14-03-2005 | WK 2005  |
| Hoogste lange kür   | 77.53  | 18-01-2006 | EK 2005  |

## Belangrijke resultaten
| Kampioenschap           | 2002 | 2003 | 2004 | 2005 | 2006 |
| ----------------------- | ---- | ---- | ---- | ---- | ---- |
| Olympische Spelen       |      |      |      |      | 19e  |
| Wereldkampioenschap     |      |      |      | 17e  | 15e  |
| Europees Kampioenschap  |      |      |      | 12e  | 9e   |
| Nationaal Kampioenschap | jr.  | jr.  | Goud | Goud | Goud |
| WK junioren             |      | 16e  |      |      |      |